# Muzeum Mlejn
Muzeum Mlejn je ostravské muzeum věnované mlýnům, které se nacházely v Moravské Ostravě a Přívoze ještě kolem roku 1900.
Muzeum Mlejn se nachází v podkroví bývalého mlýna Samuely & Wechsberg Na Nádražní 138 v Moravské Ostravě. Je to jediná budova mlýna, která se v centru Ostravy dochovala do dnešních dní.
Muzeum Mlejn zahájilo činnost 7. listopadu 2009, a to při 123. výročí založení Krupného mlýna Samuely & Wechsberg. Návštěvníkům nabízí stručnou historii osmi ostravských mlýnů, Mlýnského náhonu a Valchařské strouhy a také historii některých mlýnů, které se nalézaly v dalších obvodech města Ostravy. Informace jsou na panelech ke čtení, pro mladší a zvídavé zájemce je ještě více informací dostupných na výpočetní technice nebo na CD Ostravské mlýny. Vedle informací o historii mlýnů jsou k vidění i exponáty: mlýnské kameny z mlýnů v Hrabové, Klimkovicích a Bartovicích, ruční žarna, žernovy ze zemědělských usedlostí, dále pak nářadí a stroje k úpravě a přípravě obilí, fukary, síta, měrky, váhy, cepy, kosy a další. Vedle těchto exponátů je vystaveno nářadí sekerníků a tesařů a platidla, jimiž se platilo za vlády Františka Josefa I.

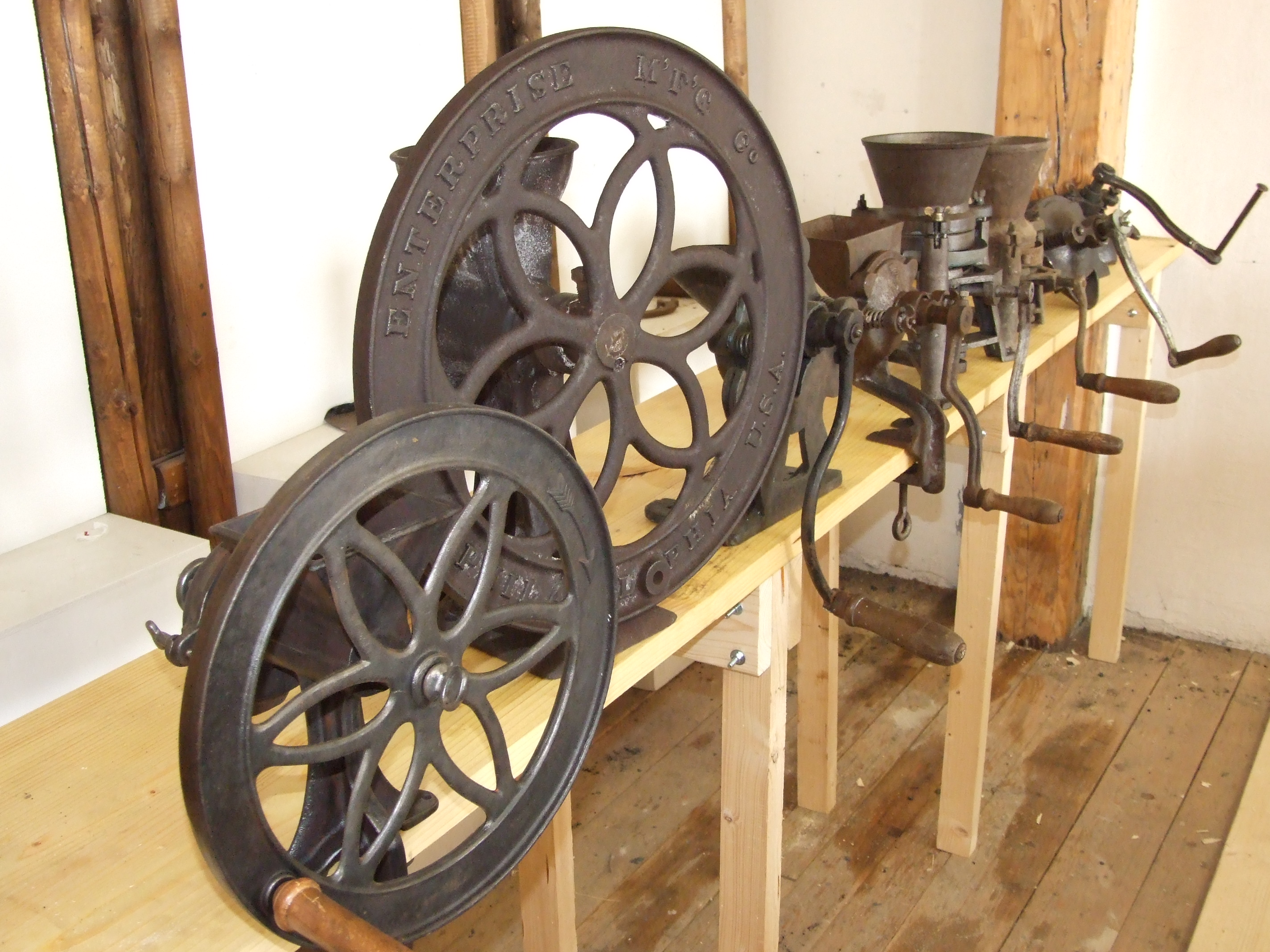
expozice šrotovníků v muzeu

## Expozice litinových mlýnků
V listopadu 2010 byla v muzeu otevřena nová expozice litinových mlýnků, která je zaměřena zejména na ruční šrotovníky a mlýnky na obilí. Mezi více než stopadesáti kusy ručních strojků pro zpracování úrody jsou zastoupeny exempláře vyrobené ve firmách Enterprise, Climax, Universal, Arcade, Corona, Oestereichishe Ungarische Industrie, Spong, Salter, Betrice, Husquarna, Peugeot, Molin Brevéti, Alexanderwerk, PeDe, Leinbrock, Jupiter, Maco, Standard Werk, Porkert, Kosmos, Rekord, Sfinx, ale také strojky vyráběné podomácku jako jedinečné exponáty. Je možno posoudit na jakých strojcích se zpracovávala úroda na územích: Severní a Jižní Ameriky, Rakouska-Uherska, Anglie, Švédska, Francie, Belgie, Německa, Rakouska, Polska, Československa, Slovenska a České republiky.
V expozici litinových mlýnků jsou dále zastoupeny Food Chopper – mlýnky na zpracování potravin, dále mlýnky univerzální na kterých se mlela zejména káva, ale postupem času lidé přišli na další využití těchto mlýnků a mleli na nich koření, sůl, cukr, obiloviny a jiná semena.
Jako nejmenší šrotovníky je možno zhlédnout makovníky, mlýnky na mák a další suroviny.
V této expozici je možno na vybraných exponátech vyzkoušet, jak se mele obilí.

## Expozice Porkertových kuchyňských strojků

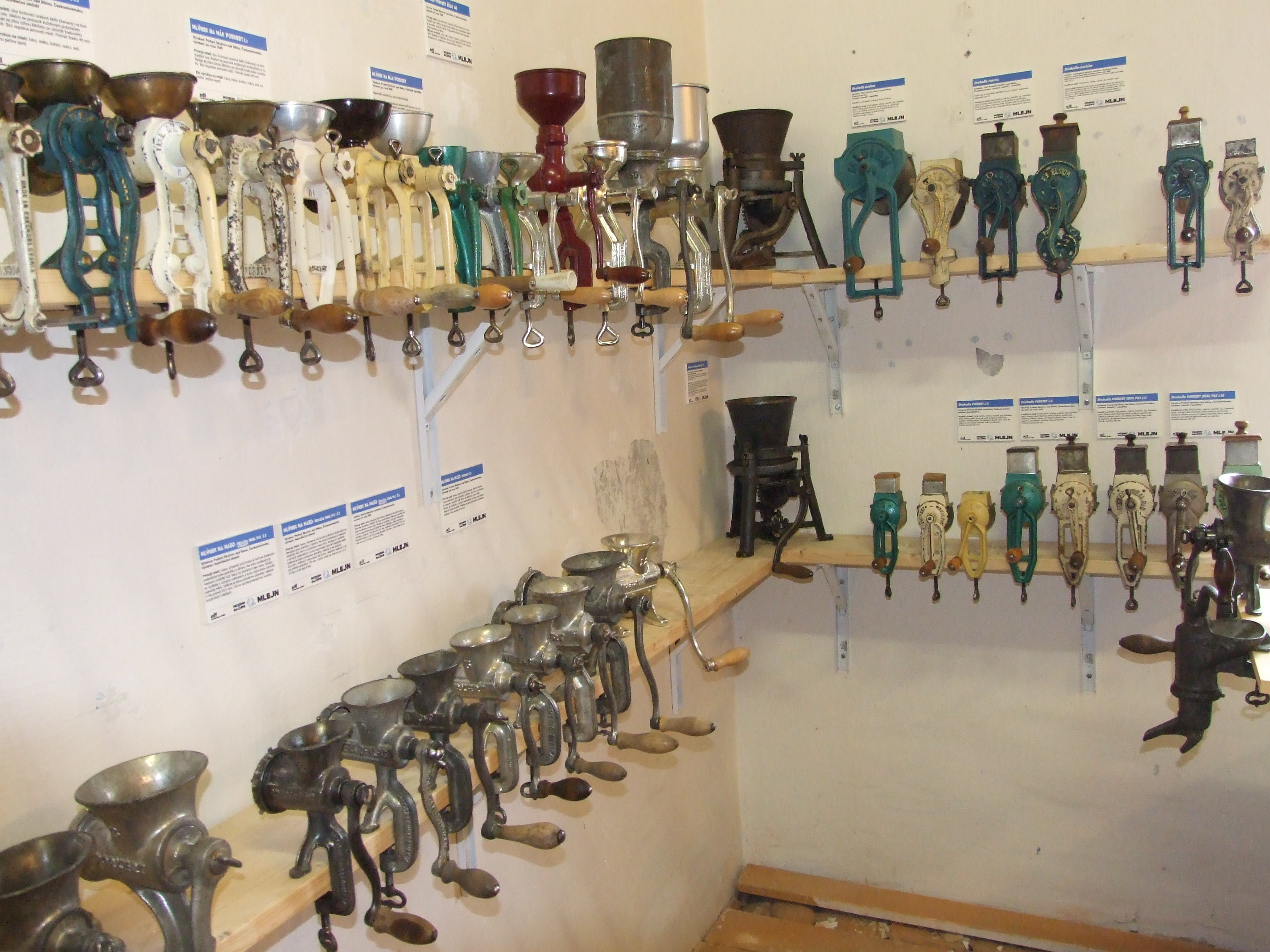
Expozice Porkertových strojků

V roce 2011 byla otevřena expozice Porkertových kuchyňských strojků, které vyráběla od roku 1906 firma Porkert. Výroba byla ovlivněna nákupem licence mlýnku na maso od firmy Enterprise ve Philadelphii v roce 1905. Tyto mlýnky, které se v nezměněné podobě vyráběly přes 90 let daly základ sortimentu výroby kuchyňských strojků ve Skuhrově.
Firma Porkert, která vyráběla pod názvem Porkert, PC IDEAL se sídlem ve Skuhrově nad Bělou byla po dobu 110 let jedním z největších výrobců v Evropě.
V muzeu jsou zastoupeny mlýnky na maso, odšťavňovače, choppry, mlýnky na strouhanku, mlýnky na mák, mlýnky na obilí, kávu, váhy, máselnice aj.

## Expozice mlýnků Moravia
Expozice nabízí sortiment kuchyňských strojků, mlýnků vyrobených v období 1908 až 1945 v akciové společnosti Moravia závodu v Hlubočkách u Olomouce. Jsou zastoupeny mlýnky na zpracování syrové stravy zvané Food Choppry, dále mlýnky na mák, na maso, na obilí, na strouhanku a ořechy. Za druhé světové války byly Hlubočky německé, a tudíž nalézáme na některých mlýnkách označení Made in Germany. V současné době je v expozici zastoupeno 23 strojků.